# 腺毛莓叶悬钩子
腺毛莓叶悬钩子（学名：Rubus fragarioides var. adenophorus）为蔷薇科悬钩子属下的一个变种。

## 扩展阅读
- 維基物種上的相關：腺毛莓叶悬钩子